# バジル・デューク
バジル・ウィリソン・デューク（英:Basil Wilson Duke、1838年5月28日-1916年9月16日）は、南北戦争の時の南軍将軍である。この戦争の中で最も注目された働きは、義兄弟であるジョン・ハント・モーガンの部隊で副指揮官だったことである。デュークは後にモーガンの最も有名な襲撃、1863年のモーガンの襲撃についてよく知られている証言を書くことになった。モーガンが北軍兵に撃たれた後はモーガン部隊の指揮を代わった。戦争が終わったとき、デュークはリッチモンドから両カロライナ州を抜けて逃亡した後に、アメリカ連合国大統領ジェファーソン・デイヴィスの護衛を務めた。
デュークは南軍の経験についての歴史家と伝達者としてその影響力が続いた。歴史家としてのデュークはフィルソン・クラブ歴史協会設立に貢献し、シャイローの戦い戦場跡保存を始めた。多くの本や雑誌記事を書いたが、最も注目されたものは『南部の露営』誌(Southern Bivouac)に寄せたものだった。デュークが死んだ時、南軍の士官では数少ない高官の生き残りだった。歴史家のジェイムズ・A・ラメイジはデュークについて、「バジル・W・デューク将軍ほどアメリカ連合国に貢献した南部人はいない」と語った。

## 初期の経歴
デュークはケンタッキー州スコット郡で1838年5月28日に生まれた。ナサニエル・W・デュークとその妻、メアリー・ピケット・キュリーの唯一の子供だった。デュークの身長は5フィート10インチ (178 cm) であり、すらりとした体格で良く響く声をしていた。ある親戚の者が「基本的に17世紀の、騎士道と現実主義の間で割けた半分は甲冑の世紀の男だった」と表現していた。
デュークの母のメアリーはデュークが8歳の時に、父のナサニエルは11歳の時に死亡し、その『回顧録』での一例を除いて両親に付いて語ることはほとんど無かった。デュークはジョージタウン大学（1853年-1854年）とセンター大学（1854年-1855年）で学び、その後レキシントンのトランシルバニア大学で法律を学んだ。1858年に卒業すると、レキシントンには既に多くの弁護士がいたので、年上の従兄弟で名前も同じバジル・デュークが開業していたミズーリ州セントルイスに行って法律実務を始めた。

## 南北戦争での従軍
1861年に南北戦争が始まった時、デュークはまだミズーリ州におり、ミズーリ州がアメリカ合衆国から脱退するための始めの襲撃に貢献した（ミズーリ州には戦争中、北部と南部の両方の政府を持つことになった）。1861年1月7日、デュークとその他4人の者が、セントルイスで最近あった選挙で選ばれたばかりの北部寄り政治家達に対抗して、脱退賛成派の組織、ミニット・メンを創設した。デュークはまだ23歳であったにも拘らず直ぐにその指導者になった。デュークは5個中隊を立ち上げ、脱退派の運動のためにセントルイスの連邦武器庫を確保しようとした。目立つ場所に脱退派の旗を置くようにし、北部寄りの部隊との戦いを目指した。ある時点でミニット・メンが使うために4門の大砲を獲得できたが、その後間もなく北軍兵に取られることになった。最後は放火と反逆罪で告発されることになった。
デュークはジョン・ハント・モーガンの姉妹、ヘンリエッタ・ハント・モーガンと結婚するために、1861年4月にレキシントンに戻った。2人は1861年6月19日に結婚した。デュークはミズーリ州に戻って南軍を援けるつもりだったが、ウィリアム・J・ハーディ准将の強要で最後はケンタッキー州に戻った。1861年10月までに1兵卒として義兄弟のモーガン隊に入隊するつもりだったが、少尉に選出されることになった。
デュークは2度負傷した。シャイローの戦いでは、1人の北軍兵の方に振り向いた時にブラウン・ベス・マスケット銃で左肩を撃たれ、銃弾は右肩に抜けて、あやうく脊髄を傷めるところだった。この後で中佐に昇進し、数ヵ月後には大佐になった。1862年のモーガンによるクリスマス襲撃のとき、ケンタッキー州エリザベスタウンのローリングフォーク川で、12月29日にモーガン隊の残りが流れを渡った後の後衛を率いているときに砲弾の破片が直撃した。デュークの部下は当初、デュークが死んだものと思った。
デュークはモーガン襲撃隊にとって騎乗しての戦闘の重要な訓練者だった。モーガンの襲撃に参加し、1863年7月19日のバッフィントン島の戦いで捕まったが、それはアダム・"ストーブパイプ"・ジョンソン大佐と共にオハイオ川を渡って他の南軍兵を逃がすか、モーガンと共にさらにオハイオ州深く入らせるために遅延施術を行う部隊を率いている時のことだった。
デュークは1864年8月3日まで捕虜となっており、その後捕虜交換で釈放された。デュークはモーガンやトマス・ハインズ等と共にオハイオ州刑務所から脱走もできたが、モーガンが容易にその弟の独房と入れ替わったのに対し、デュークの入れ替わる独房は無かったので、脱走の機会を損なうと考えたために脱走隊に加わらなかった。モーガンが戦死した後、デュークは1864年9月15日にその部隊指揮を引き継ぎ、准将に昇進した。ジェファーソン・デイヴィス大統領がリッチモンドを離れたときはこれに同行した。1865年5月2日、サウスカロライナ州アベビルのバート・スターク邸宅で行われた南軍最後の作戦会議にも出席した。デュークはジョージア州ワシントンで1865年5月10日、北軍士官に降伏した。
デュークは1人の士官としてその部下の兵士達に「穏やかに命令する」やり方を採り、これが部隊兵との親しい関係を作ることになった。デュークは戦闘を愛し、戦闘の難しい局面でも確固としており、「磨きあげるられた」士官と表現された。

## 戦後
戦後、デュークは1868年3月にケンタッキー州ルイビルに移転し、余生の大半をそこで暮らした。その年後半に法律実務に復帰し、その主要な顧客はルイビル・アンド・ナッシュビル鉄道となった。ルイビル・アンド・ナッシュビル鉄道は戦中にはモーガン襲撃隊のお気に入りの犠牲者だったが、デュークはその主要助言者でロビーイストとして仕えた。1869年から1870年の短期間ケンタッキー州議会議員を務め、ルイビル・アンド・ナッシュビル鉄道のためのロビーイストであることで利益に反すると考えた時に辞任した。デュークはまた、1875年から1880年にケンタッキー州第5司法地区検事も務めた。
デュークは南北戦争の歴史やそれに関連する話題について書くことに大いに関わるようになった。1884年にルイビルのフィルソン・クラブ歴史協会設立に貢献し、初期の原稿の多くを書いた。1885年から1887年、雑誌『南部の露営』を編集した。1867年出版の『モーガン騎兵隊の歴史』、1895年出版の『ケンタッキー銀行の歴史、1792年-1895年』および1911年出版の『バジル・W・デューク将軍の回顧録』（自分で書いた様々な雑誌原稿の集成）と3冊の本を著した。南軍経験者の著名著作家として、奴隷制を提唱するでもなく、またそれについて言い訳することも無かった。奴隷制を廃止するのは良いことだと考えたが、北部で言われていたように奴隷を過度に悪用していたというのは誇張だと見なした。
デュークは1900年以降、公的な生活から身を引いた。1903年までにルイビル・アンド・ナッシュビル鉄道のための仕事も辞めた。1904年、セオドア・ルーズベルト大統領とフィルソン・クラブで紹介されたことを機縁に、大統領からシャイロー国立軍事公園のコミッショナーに指名された。1909年10月20日、50年間連れ添った妻のトミーが突然の心臓病で死んだ時は悲嘆に暮れた。その後はルイビルのチェロキー・パークで娘のジュリアとその家族と共に暮らした。南軍の士官では数少ない高官の生き残りだったので、1914年に白内障を患いそれから快復する間ですら、南軍に関する問題を抱えた人々からの要請を処理するために多くの時間を割いた。デュークはマサチューセッツ州にいる娘、マリー・キュリーを訪ねている間の1916年9月16日、ニューヨーク市で外科手術を受けた後に死んだ。9月1日にその病院で右足を切断しており、さらに9月11日にその右足の膝から下を切断した。デュークはレキシントン墓地のハント家の区画、ジョン・ハント・モーガンの前に埋葬されている。その永続する名声は南軍軍事史の著作家としてのものだった。